# Ketino Kachiani-Gersinska
Ketino Kachiani-Gersinska (ur. 11 września 1971 w Mestii) – niemiecka szachistka gruzińskiego pochodzenia, arcymistrzyni od 1990, posiadaczka męskiego tytułu mistrza międzynarodowego od 1997 roku.

## Kariera szachowa
W 1986 r. zdobyła tytuł mistrzyni ZSRR juniorek do 16 lat, jak również tytuł wicemistrzyni świata juniorek w tej samej kategorii wiekowej. W latach 1989 (Tunja) i 1990 (Santiago) dwukrotnie zdobyła tytuły mistrzyni świata juniorek do 20 lat. W 1990 r. zwyciężyła również (wraz z Alisą Galliamową) w turnieju międzystrefowym w Azowie i awansowała do turnieju pretendentek w Bordżomi, w którym zajęła VII miejsce. W 1992 r. zdobyła w Antwerpii brązowy medal akademickich mistrzostw świata. W 1995 r. po raz drugi wywalczyła awans do grona pretendentek, zajmując w Kiszyniowie II miejsce. W rozegranym dwa lata później w Groningen turnieju pretendentek zajęła ostatnie, X miejsce. Dwukrotnie wystąpiła na mistrzostwach świata systemem pucharowym, w 2004 r. w Eliście awansując do najlepszej ósemki turnieju.
Wielokrotnie reprezentowała Gruzję oraz Niemcy w turniejach drużynowych, m.in.:
- ośmiokrotnie na olimpiadach szachowych (w latach 1994, 1996, 1998, 2000, 2002, 2004, 2006, 2008)[7],
- na drużynowych mistrzostwach świata (w roku 2007)[8],
- ośmiokrotnie na drużynowych mistrzostwach Europy (w latach 1992, 1997, 1999, 2001, 2005, 2007, 2009, 2013); pięciokrotna medalistka: wspólnie z drużyną – srebrna (1992) oraz indywidualnie – dwukrotnie złota (1992 – na III szachownicy, 2001 – na I szachownicy) i dwukrotnie brązowa (1997 – na III szachownicy, 2001 – za wynik rankingowy)[9].

Najwyższy ranking w karierze osiągnęła 1 kwietnia 2002 r., z wynikiem 2465 punktów zajmowała wówczas 18. miejsce na światowej liście FIDE, jednocześnie zajmując 1. miejsce wśród niemieckich szachistek.